# 1. FC Slovácko
Der 1. FC Slovácko ist ein tschechischer Fußballverein aus der Stadt Uherské Hradiště, dem Zentrum der Region Mährische Slowakei. Der Klub spielt in der ersten Liga. Gegründet wurde der 1. FC Slovácko im Jahre 2000, als der FC SYNOT aus Staré Město und der FC SYNOT Slovácká Slavia Uherské Hradiště fusionierten und den 1. FC SYNOT bildeten. 2022 wurde der Club erstmals tschechischer Pokalsieger.

## Vereinsgeschichte
Im Jahr 2000 kam es zum Zusammenschluss zweier regionaler Rivalen, nämlich dem FC SYNOT aus Staré Město und dem FC SYNOT Slovácká Slavia Uherské Hradiště. Ziel war die langfristige Etablierung des Erstligafußballs in der Mährischen Slowakei. In der Saison 1999/2000 hatte der FC SYNOT den Aufstieg in die Gambrinus Liga geschafft, während Slovácká Slavia Uherské Hradiště die Gruppe D der 4. Liga (Divize) gewonnen hatte.
- Tschechischer Pokalsieger: 2022
- Tschechischer Pokalfinalist: 2005, 2009

### FC SYNOT
In Staré Město spielten junge Männer seit den 1910er Jahren Fußball und bildeten Mannschaften wie Meteor, Viktoria oder SK. Erst 1927 wurde aus dem SK Staré Město ein eingetragener Verein, der in der Hanácká župa spielte. 1942 schloss sich Viktoria Staré Město dem SK an. Als Staré Město am 9. Januar 1944 nach Uherské Hradiště eingemeindet wurde, änderte der Klub seinen Namen in Staroměstský SK Uherské Hradiště.
Nach der Machtergreifung der Kommunistischen Partei 1948 kam es in den 1950er Jahren mehreren Reorganisationen des tschechoslowakischen Fußballs. Der 1952 in ZSJ Chemik Staré Město umbenannte Verein spielte von 1951 bis 1954 in der zweithöchsten tschechoslowakischen Spielklasse, die allerdings mehr als 200 Mannschaften umfasste. Am 1. Januar 1953 benannten Funktionäre den Verein erneut um: in Jiskra Staré Město. Dieser Name blieb dem Klub für die nächsten 40 Jahre erhalten.
In den 1960er und 1970er Jahren pendelte Jiskra zwischen fünfter und vierter Liga. Der Aufstieg in die dritthöchste Spielklasse schaffte die Mannschaft in der Saison 1981/82. Nach einem knappen Klassenerhalt belegte Staré Město in den Folgejahren meist einen Mittelfeldplatz. Ende der 1980er schielte der Klub weiter nach oben. Ein Hinweis darauf war das Erreichen des Viertelfinals im tschechischen Pokalwettbewerb in der Spielzeit 1987/88. Ein Jahr später entging der Mannschaft der Aufstieg in die 2. Liga nur knapp.
Die Umwälzungen nach der samtenen Revolution trafen auch den Klub aus Staré Město. Der Staatsbetrieb Barvy a laky stellte die Unterstützung des Vereins ein, dessen Führung sich nun nach einem neuen Geldgeber umsehen musste. Eher zufällig fanden die Vereinsfunktionäre in der Holding SYNOT einen zahlungskräftigen Partner. SYNOT ist eine Aktiengesellschaft der Familie Valenta aus Uherské Hradiště. Der Name der Holding ergab sich aus einem Akronym der Bezeichnung SYNové a OTec, zu deutsch Söhne (Ivo und Miroslav Valenta) und Vater (Miroslav Valenta senior). SYNOT ist vor allem im Glücksspielbereich tätig, die Holding gruppiert aber Unternehmen vieler anderer Branchen.
Mit SYNOT im Rücken verließ die Fußballabteilung 1993 den Hauptverein und firmierte fortan als FC SYNOT Staré Město. Der Aufstieg in die 2. Liga gelang der verstärkten Mannschaft in der Saison 1996/97. In der zweithöchsten tschechischen Spielklasse belegte das Team auf Anhieb Platz vier. 1998 beschloss die Vereinsführung, den Ortsnamen Staré Město aus der Vereinsbezeichnung zu tilgen. Nach einem dritten Platz 1998/99 stieg der FC SYNOT in der Saison 1999/00 souverän in die Gambrinus Liga auf. Im Sommer 2000 kam es zur Fusion mit dem Nachbarverein aus Uherské Hradiště.

#### Ehemalige Spieler
- Lubomír Blaha
- Libor Došek
- Patrik Holomek
- Jiří Kowalík
- Miloslav Kufa
- Vladimír Malár
- Miloslav Penner
- Libor Soldán
- Petr Švancara
- Libor Zapletal

#### Vereinsnamen
| Zeitraum  | Name                               | Anmerkung                                                                                             |
| --------- | ---------------------------------- | --- |
| 1927–1944 | SK Staré Město                     | SK = Sportovní Klub                                                                                   |
| 1944–1952 | Staroměstský SK Uherské Hradiště   | nach Eingemeindung von Staré Město nach Uherské Hradiště                                              |
| 1952      | ZSJ Chemik Staré Město             | Der Verein wurde dem Chemiebetrieb n. p. Barvy a Laky zugeordnet                                      |
| 1953–1957 | DSO Jiskra Staré Město             | Die Bezeichnung Jiskra erhielten alle Vereine, die einem Betrieb der Leichtindustrie zugeordnet waren |
| 1957–1986 | TJ Jiskra Staré Město              | TJ = Tělovýchovná jednota                                                                             |
| 1986–1993 | TJ Jiskra Barvy a laky Staré Město | Barvy a laky, örtlicher Farbenhersteller                                                              |
| 1993–1998 | FC SYNOT Staré Město               | SYNOT Holding, SYNOT = Akronym für SYNové a OTec, zu deutsch Söhne und Vater                          |
| 1998–2000 | FC SYNOT                           | Entfernung des Ortsnamens aus der Vereinsbezeichnung                                                  |

### FC SYNOT Slovácká Slavia Uherské Hradiště
Der Verein wurde am 15. Mai 1919 als AC Slovácká Slavia Uherské Hradiště gegründet und spielte zunächst in der II.třída der Hanácká župa. 1928 gelang der Mannschaft der Aufstieg in die damals drittklassige 1.A třída. 1948 benannte sich der Verein in Spartak Let Uherské Hradiště um, 1956 fusionierte der Klub mit dem Nachbarverein Spartak Hradišťan Mařatice zu Spartak Hradišťan Uherské Hradiště.
In der Saison 1960/61 stieg das Team in die 2. Liga auf, in der es sich bis 1966 halten konnte. 1967 änderte sich der Vereinsname in TJ Uherské Hradiště, 1969 in TJ Slovácká Slavia Uherské Hradiště. Nach einer Reorganisation der tschechoslowakischen Ligen war Slovácká Slavia ab 1981/82 nur noch viertklassig. Bereits in dieser Saison entging der Mannschaft der Aufstieg zurück in die 3. Liga nur knapp, ein Jahr später war der Aufstieg dann aber perfekt.
In der Saison 1984/85 stand Uherské Hradiště vor dem Aufstieg in die 2. Liga, belegte aber schließlich hinter Ostroj Opava nur den zweiten Platz. In der Spielzeit 1989/90 feierte der Verein mit dem Einzug in das Finale des tschechischen Pokals den größten Erfolg seiner Geschichte. Nach einer 3:1 verlor Uherské Hradiště gegen Dukla Prag mit 3:5.
Nach der samtenen Revolution und dem Ende des bisherigen Systems kam der Klub 1993 in finanzielle Schwierigkeiten. Die Geldsorgen löste das örtliche Unternehmen T.I.C. (Trade Investment Consulting), das rund 25 Millionen Kronen in den Verein steckte. Schon 1993/94 stieg die verstärkte Mannschaft in die 2. Liga auf und marschierte 1994/95 in die 1. Liga durch. Schon Anfang 1995 begannen die finanziellen Sorgen von Neuem. Der bisherige Sponsor T.I.C. zog sich zurück und überließ das Feld dem Fahrradhersteller JOKO des Unternehmers Josef Kozumplík.
Die 1. Liga war zu viel für den Klub, dessen Strukturen und schließlich auch Mannschaft nicht auf entsprechendem Niveau waren. Mit nur drei Siegen steig der FC JOKO Slovácká Slavia Uherské Hradiště wieder ab. JOKO sprang als Sponsor wieder ab, in der Saison 1996/97 schaffte die Mannschaft knapp den Klassenerhalt in der 2. Liga.
Im Juli 1997 überschwemmte das Hochwasser der March die Stadt Uherské Hradiště. Auch das Stadion des Klubs zerstörten die Wassermassen vollständig. In der Zweitligasaison 1997/98 trug die Mannschaft deshalb alle Heimspiele in Kunovice aus- mit nur zwei Siegen stieg das Team ab. Aufgrund ausstehender Gehaltszahlungen streikte die Mannschaft in den letzten drei Saisonspielen. Mit A-Jugendlichen und einigen Spielern aus der B-Mannschaft verlor Uherské Hradiště die Spiele mit 0:7, 0:7 und 1:9 deutlich. Auch die 3. Liga (MSFL) konnte die Mannschaft 1998/99 nicht halten.
In Vorbereitung der Fusion mit dem FC SYNOT aus Staré Město stieg die SYNOT Holding mit 80 % Beteiligung in den Klub aus Uherské Hradiště ein, beide Vereine schlossen sich am 1. Juli 2000 zum 1. FC SYNOT zusammen.

#### Ehemalige Spieler und Funktionäre
- Zdeněk Caudr
- Bronislav Červenka
- Vratislav Chaloupka
- Richard Dostálek
- Zdeněk Jánoš
- Michal Kadlec
- Miroslav Kadlec
- Milan Kerbr senior
- Milan Kerbr junior
- Karel Kuba
- Marcel Litoš
- Pavel Němčický
- Jiří Ondra
- Milan Pauřík
- Lubomír Vlk
- Miroslav Vybíral

#### Vereinsnamen
| Zeitraum  | Name                                       | Anmerkung |
| --------- | ------------------------------------------ | --- |
| 1919–1948 | AC Slovácká Slavia Uherské Hradiště        | Slavia in Anlehnung an Slavia Prag, AC in Anlehnung an AC Sparta Prag |
| 1948–1956 | TJ Spartak Let Uherské Hradiště            | Spartak ist der Name vieler Sportvereine in den ehemals kommunistischen Ländern. Der Name kommt vom römischen Sklavenführer Spartacus, dessen Aufstand von den Kommunisten als leuchtendes Beispiel des Klassenkampfes betrachtet wurde. |
| 1956–1967 | TJ Spartak Hradišťan Uherské Hradiště      | nach Fusion mit Spartak Hradišťan Mařatice |
| 1967–1969 | TJ Uherské Hradiště                        | TJ = Tělovýchovná jednota |
| 1969–1993 | TJ Slovácká Slavia Uherské Hradiště        | Rückkehr zum ursprünglichen Namen Slovácká Slavia |
| 1993–1995 | FC T.I.C. Slovácká Slavia Uherské Hradiště | T.I.C. = Trade Investment Consulting |
| 1995–1996 | FC JOKO Slovácká Slavia Uherské Hradiště   | JOKO (Fahrradhersteller), JOKO = Akronym für JOsef KOzumplík |
| 1996–1999 | FC Slovácká Slavia Uherské Hradiště        | |
| 1999–2000 | FC SYNOT Slovácká Slavia Uherské Hradiště  | SYNOT Holding, SYNOT = Akronym für SYNové a OTec, zu deutsch Söhne und Vater |

## 1.FC SYNOT
In seiner ersten Saison belegte der neue Klub 1.FC SYNOT, der seine Heimspiele im Stadion Širůch in Staré Město austrug, den 11. Rang in der Gambrinus-Liga. Dies reichte zur Teilnahme am Intertoto-Cup. In der 1. Runde besiegte die Mannschaft Universitatea Craiova, der Zweitrundengegner Stade Rennes erwies sich als zu stark. Ein achter Platz im Spieljahr 2002/2003 berechtigte zur erneuten Teilnahme am Intertoto-Cup. Nachdem in der 1. Runde OFK Belgrad mit 1:0 und 3:3 ausgeschaltet worden war, schied man gegen den VfL Wolfsburg mit 0:1 und 0:2 aus. Am 12. Oktober 2003 wurde das neue Stadion in Uherské Hradiště mit einem Spiel gegen Borussia Mönchengladbach eingeweiht.

### Bestechungsskandal und Abstieg aus der 1. Liga
Die beste Platzierung erreichte der 1.FC SYNOT in der Saison 2003/2004, dieser Erfolg wurde jedoch durch eine Korruptionsaffäre überschattet. Der Sportdirektor Jaroslav Hastík hatte mehrmals Schiedsrichtern Geld übergeben, damit diese Entscheidungen zugunsten des 1.FC SYNOT trafen. Die Polizei entlarvte die illegalen Praktiken durch Abhören der Telefongespräche. Infolge dieses Bestechungsskandals zog sich die SYNOT Holding aus dem Verein zurück, der sich nun 1.FC Slovácko nannte. Für die Saison 2004/05 wurden dem 1.FC Slovácko 12 Punkte abgezogen, es reichte dennoch problemlos zum Klassenerhalt.
Nach einem abermaligen Eigentümerwechsel stieg die Mannschaft in der Saison 2006/07 aus der ersten Liga ab.

## Stadien

### Městský fotbalový stadion Uherské Hradiště
In Uherské Hradiště entstand ein Fußballstadion in den 1920er Jahren. In den 1930er Jahren bekam der Platz eine Holztribüne, die in den 1950ern erweitert und überdacht wurde. Bis 1960 erhielt der Platz zudem eine Aschenbahn und zusätzliche Betontribünen, eine Wand mit großer Uhr und einer Anzeigetafel.
Die alte Holztribüne wurde im Jahr 1978 abgerissen, an ihrer Stelle entstand eine neue Tribüne für rund 1.000 Zuschauer. Zwei Jahre später fand auf dem Platz eine Spartakiade statt.
Grundlegende Veränderungen bekam das Stadion in den 1990er Jahren. 1993 wurde die Sprecherkabine umgebaut, 1995 Sitzplätze auf der Haupttribüne montiert, die dank einer Stahlkonstruktion nun über 1.150 Sitzplätze und einige Stehplätze in der obersten Reihe verfügte.
Das Hochwasser der March im Juli 1997 zerstörte die Spielfläche und weite Teile des Stadions. Von September bis November 1997 wurde die Rasenfläche erneuert und eine Rasenheizung installiert. Auch die Räume im Inneren der Tribüne wurden umgebaut.
Das erste Spiel auf dem wiederhergestellten Platz fand am 22. August 1998 statt. In der MSFL trennte sich Uherské Hradiště von Boby Brno B vor 400 Zuschauern 2:2 unentschieden. Das letzte Spiel vor dem Komplettumbau, der praktisch einem Abriss des alten Stadions glich, fand am 13. Mai 2000 statt.
Zwischen Juni 2000 und Oktober 2003 wurde ein Stadion errichtet, das den neuesten Kriterien des tschechischen Fußballverbandes entsprach und mehr als 8000 Menschen aufnehmen kann. Die Kosten beliefen sich auf 250 Millionen Kronen, davon zahlte der 1. FC Synot 18 Millionen, der tschechische Staat 102 Millionen und den Rest die Stadt Uherské Hradiště.
Die Eröffnung des Städtischen Fußballstadions (Městský fotbalový stadion) fand am 12. Oktober 2003 statt. Der 1. FC Synot empfing Borussia Mönchengladbach und gewann vor 6.500 Zuschauern mit 3:2. Das erste Ligaspiel stand genau eine Woche später auf dem Programm. Die Gastgeber schlugen Sigma Olmütz mit 3:2.
Am 16. August 2006 bestritt die tschechische Nationalmannschaft ihr erstes Länderspiel in Uherské Hradiště. Gegen Serbien verlor das Team von Karel Brückner vor 8.121 Zuschauern mit 1:3. Es war das zugleich das letzte Länderspiel von Pavel Nedvěd, der offiziell verabschiedet wurde.

### Stadion Širůch
Seit 1931 befindet sich in der ehemaligen Ortschaft Širůch ein Fußballplatz, wo zuvor Scheunen gestanden hatte, die in diesem Jahr abgebrannt waren. Anfang der 1960er Jahre bekam der Platz eine Holztribüne, 1969/70 wurde aus dem Asche- ein Rasenplatz.
1977 wurde die Holztribüne abgerissen und eine neue Tribüne für rund 500 Zuschauer errichtet. In dieser Zeit entstand auch die Hintertortribüne aus Beton, genannt Hrázka, zu deutsch: kleiner Wall.
1988 entstand am Stadion ein neues Vereinsgebäude, das 1996 zum SYNOT-Hotel umgebaut wurde. Nach dem Aufstieg in die Gambrinus Liga im Jahr 2000 baute der Verein Stahlrohrtribünen auf, um die Kapazität zu erhöhen. Mitte 2006 kam es zu mehrmonatigen Modernisierungsarbeiten am Stadion. Der Klub ließ die Tribüne umbauen, installierte eine Flutlichtanlage, eine Rasenheizung und verlegte eine neue Rasenfläche.
Nach dem Umzug der Profis in das 2003 eröffnete Městský fotbalový stadion in Uherské Hradiště wird das Stadion Širůch hauptsächlich von den Juniorenmannschaften des 1. FC Slovácko genutzt.

## Europapokalbilanz
| Saison  | Wettbewerb                    | Runde                  | Gegner                 | Gesamt          | Hin     | Rück          |
| ------- | ----------------------------- | ---------------------- | ---------------------- | --------------- | ------- | ------------- |
| 2001    | UEFA Intertoto Cup            | 2. Runde               | Universitatea Craiova  | 5:4             | 3:2 (H) | 2:2 (A)       |
| 2001    | UEFA Intertoto Cup            | 3. Runde               | Stade Rennes           | 4:7             | 0:5 (A) | 4:2 (H)       |
| 2002    | UEFA Intertoto Cup            | 1. Runde               | Constructorul Cioburcu | 4:0             | 4:0 (H) | 0:0 (A)       |
| 2002    | UEFA Intertoto Cup            | 2. Runde               | Helsingborgs IF        | 4:2             | 4:0 (H) | 0:2 (A)       |
| 2002    | UEFA Intertoto Cup            | 3. Runde               | FC Sochaux             | 0:3             | 0:3 (H) | 0:0 (A)       |
| 2003    | UEFA Intertoto Cup            | 2. Runde               | OFK Belgrad            | 4:3             | 1:0 (H) | 3:3 (A)       |
| 2003    | UEFA Intertoto Cup            | 3. Runde               | VfL Wolfsburg          | 0:3             | 0:1 (H) | 0:2 (A)       |
| 2021/22 | UEFA Europa Conference League | 2. Qualifikationsrunde | Lokomotive Plowdiw     | 1:1 (2:3 i. E.) | 0:1 (A) | 1:0 (H) n. V. |
| 2022/23 | UEFA Europa League            | 3. Qualifikationsrunde | Fenerbahçe Istanbul    | 1:4             | 0:3 (A) | 1:1 (H)       |
| 2022/23 | UEFA Europa Conference League | Play-offs              | AIK Solna              | 4:0             | 3:0 (H) | 1:0 (A)       |
| 2022/23 | UEFA Europa Conference League | Gruppenphase           | FK Partizan Belgrad    | 4:4             | 3:3 (H) | 1:1 (A)       |
| 2022/23 | UEFA Europa Conference League | Gruppenphase           | 1. FC Köln             | 2:5             | 2:4 (A) | 0:1 (H)       |
| 2022/23 | UEFA Europa Conference League | Gruppenphase           | OGC Nizza              | 2:2             | 0:1 (H) | 2:1 (A)       |

Gesamtbilanz: 26 Spiele, 9 Siege, 7 Unentschieden, 10 Niederlagen, 35:38 Tore (Tordifferenz −3)

## Trainer
- František Komňacký (1997–2001)
- Dušan Radolský (2002)
- Karel Jarolím (2003–2005)
- Stanislav Levý (2005–2006)
- Ladislav Jurkemik (2008)
- Leoš Kalvoda (2008)

## Spieler
- Vít Valenta (1994–2001) Jugend, (2001, 2009–2012) Spieler,
- Lubomír Blaha (1999–2001)
- Martin Abraham (2001–2004)
- Michal Meduna (2001–2004)
- Milan Petržela (2003–2006)
- Jan Rajnoch (2004–2006)
- Milan Ivana (2004–2007)

## Frauenfußball
Seit 2006 unterhält der Verein, unter den Namen 1.FC Slovácko Ženy, eine Frauenfußballmannschaft. Der Verein ging aus dem Frauenfußballverein DFC Compex Otrokovice hervor, der 2001 und 2002 beide Male Vizemeister wurde. Slovácko ist gegenwärtig die dritte Kraft in Tschechien und war von 2006 bis 2011 jedes Mal Tabellendritter. 2009 erreichte man das Pokalfinale, unterlag jedoch Sparta Prag.